# Marasmarcha locharcha
Marasmarcha locharcha is een vlinder uit de familie van de vedermotten (Pterophoridae). De wetenschappelijke naam van de soort is, als Platyptilia locharcha, voor het eerst geldig gepubliceerd door Edward Meyrick. De combinatie in Marasmarcha werd in 2014 gemaakt door Kovtunovich, Ustjuzhanin & Murphy.